# Древнегреческие речные боги
В древнегреческой мифологии речные боги — это мужские божества; считаются сыновьями бога Океана и Тефии.
Некоторые сыновья Океана:
- Алфей.
- Ардеск.
- Асоп Флиасийский.
- Ахелой.
- Борисфен.
- Галиакмон. Сын Океана и Тефии [1].
- Гептапор. Сын Океана и Тефии [1].
- Герм. Сын Океана и Тефии [2].
- Граник.
- Евен. Сын Океана и Тефии [3].
- Евфрат.
- Инах.
- Инд.
- Исмен (версия).
- Истр.
- Каистр.
- Каик. Сын Океана и Тефии [2].
- Кебрен. Сын Океана и Тефии [4]
- Кефисс (Арголида).
- Кефисс (Аттика).
- Кринис
- Ладон.
- Меандр.
- Несс. Сын Океана и Тефии [1].
- Нил.
- Оронт. Сын Океана и Тефии [5].
- Парфений. Сын Океана и Тефии [6].
- Пеней.
- Рес [7]. Сын Океана и Тефии [8].
- Родий. Сын Океана и Тефии [1].
- Сангарий.
- Симоент.
- Скамандр.
- Сперхей.
- Стримон.
- Танаис.
- Тигр.
- Фасис. Речной бог. Сын Океана и Тефии [9].
- Фермодонт.
- Энипей.
- Эридан.
- Эсеп [10]. Речной бог, сын Океана и Тефии [11].